# 510

## Esdeveniments
- El general ostrogot Ibba derrota Gesaleic a prop de Barcelona.[1] Això marca l'inici del període de l'Interregne ostrogot. Amalaric és reconegut rei i persegueix els cristians.
- Primera edició il·lustrada del Rhizotomikon de Cratevas[2]